# Paul Scarron
Paul Scarron, född den 4 juli 1610 i Paris, död där den 6 oktober 1660, var en fransk författare. Han använde sig ofta av burlesk som stilart.

## Biografi
Scarron bestämdes för prästeståndet (1629), men prästvigdes aldrig. Han var typen för en ung, glad och världslig abbé, känd för bitande kvickhet och talanger: han spelade på luta, tecknade med smak, dansade och var högt uppburen i tidens litterära kretsar. Åren 1633-40 var han anställd hos biskopen i Le Mans, och i dennes sällskap företog han en resa till Rom (1635), som säkerligen inte var utan betydelse för hans författarskap. Angripen av häftiga reumatiska anfall, som slutligen alldeles vanställde honom och nästan band honom vid stolen, återflyttade han 1640 till Paris. 
Han levde till att börja med av en pension, som han erhållit av drottning Anna; men då han anslöt sig till fronden - La Mazarinade (1651), en av tidens våldsammaste pamfletter, anses vara av honom -, förlorade han efter dess kuvande (1653) detta understöd och var sedan huvudsakligen hänvisad till, vad han kunde förtjäna genom skriftställeri. Under sina senare år understöddes han dock av Nicolas Fouquet, markis de Belle-Isle. År 1652 ingick han äktenskap, som lär ha varit lyckligt, med Françoise d'Aubigné, efter hans död ryktbar som markisinna de Maintenon. 
Scarron gjorde burlesken, denna ursprungligen italienska diktart, inhemsk och populär i Frankrike. I denna lilla genre är han mästaren. Han är 1600-talets Offenbach; cyniskt förlöjligade han den höga stilen i tidens tragedier och heroiska romaner, hånskrattande åt Olympens gudar och den grekiska och romerska historiens hjältar, ofta med alltför stor emfas framställda i tidens romaner och därför inbjudande till parodi. Hans första samling, Recueil de quelques vers burlesques (1643), gjorde stormande lycka och fortsattes av Suite de la 1:ère partie des oeuvres burlesques (1646), Suite des oeuvres burlesques, 2:e partie (1647) och Oeuvres burlesques, 3:e partie (1651). 
Under tiden hade han utgivit även Le Typhon ou la gigantomachie (1644) och de första sångerna av Virgile travesti (1648-52), som han fortsatte till åttonde sången, men sedan tröttnade på. Åren 1651-57 utkom Roman comique (ofullbordad; översättning 1787; förebilden för August Blanches Ett resande teatersällskap), hans mest betydande arbete, ett kringresande teatersällskaps äventyr, som vid sidan av burleska överdrifter innehåller scener, vittnande om skarp observationsförmåga och förebådande den realistiska romanen. 
Dessutom utgav han en serie Nouvelles tragicomiques efter spanskt mönster: La précaution inutile och Les hypocrites (1655), L’adultère innocent och Le châtiment de l'avarice (1656), Plus d'effets que de paroles (1657). För teatern skrev han i samma burleska stil Jodelet ou le maître valet (1645), Les boutades du capitaine Matamore (1646), Les trois Dorothées ou Jodelet duelliste (1647), L'héritier ridicule (1649), Don Japhet d'Arménie (1653; hans mästerverk), L'écolier de Salamanque ou les ennemies généreux (1654), Le gardien de soi-mème (1655), Le marquis ridicule ou la comtesse faite à la hâte samt La fausse apparence och Le prince corsaire (utgiven postumt 1662). Scarrons Oeuvres utkom i 10 band 1668, hans Oeuvres complètes i 10 band 1737 (utgiven av Antoine-Augustin Bruzen de La Martinière).